# Typhlomyrmex major
Typhlomyrmex major är en myrart som beskrevs av Santschi 1923. Typhlomyrmex major ingår i släktet Typhlomyrmex och familjen myror. Inga underarter finns listade i Catalogue of Life.